# Kąty (West-Pommeren)
Kąty (Duits: Kattenhof) is een dorp in de Poolse woiwodschap West-Pommeren. De plaats maakt deel uit van de gemeente Goleniów en telt 200 inwoners.